# Brevinucula
Brevinucula is een geslacht van tweekleppigen uit de  familie van de Nuculidae.

## Soorten
- Brevinucula subtriangularis Rhind & Allen, 1992
- Brevinucula verrillii (Dall, 1886)